# Epiphragma felix
Epiphragma felix är en tvåvingeart som beskrevs av Alexander 1943. Epiphragma felix ingår i släktet Epiphragma och familjen småharkrankar.
Artens utbredningsområde är Peru. Inga underarter finns listade i Catalogue of Life.